# Jan Dohnalik
Jan Włodzimierz Dohnalik (ur. w 1977) – polski duchowny, doktor habilitowany nauk społecznych.

## Życiorys
W 2001 r. ukończył studia teologiczne w Papieskiej Akademii Teologicznej w Krakowie, w 2011 r. obronił pracę doktorską, w 2025 r. habilitował się. Został pracownikiem naukowym na Uniwersytecie Kardynała Stefana Wyszyńskiego w Warszawie.